# Gunung Rale
Gunung Rale är ett berg i Indonesien.   Det ligger i provinsen Aceh, i den västra delen av landet, 1 600 km nordväst om huvudstaden Jakarta. Toppen på Gunung Rale är 2 082 meter över havet.
Terrängen runt Gunung Rale är huvudsakligen bergig, men den allra närmaste omgivningen är kuperad.Runt Gunung Rale är det ganska glesbefolkat, med 39 invånare per kvadratkilometer. I omgivningarna runt Gunung Rale växer i huvudsak städsegrön lövskog.